# KBS 글로벌 24
《KBS 글로벌 24》(KBS GLOBAL 24)는 KBS 2TV에서 매주 월요일부터 목요일 저녁 8시 30분에 방송했던 국제 뉴스 프로그램이었다.

## 기획 의도
KBS 2TV에서 만났던 '진짜 국제 뉴스'! KBS 글로벌 24.

## 방송 시간
| 방송 채널 | 방송 기간                           | 방송 시간                                       | 방송 분량 | 비고 |
| --------- | ----------------------------------- | ----------------------------------------------- | --------- | ---- |
| KBS 1TV   | 1994년 2월 21일 ~ 1994년 9월 15일   | 월요일 ~ 목요일 저녁 7시 40분 ~ 7시 50분 (10분) | 40분      |      |
| KBS 1TV   | 2013년 4월 8일 ~ 2013년 10월 17일   | 월요일 ~ 목요일 밤 12:00 ~ 12:40                | 40분      |      |
| KBS 2TV   | 2008년 3월 31일 ~ 2008년 7월 31일   | 월요일 ~ 목요일 저녁 6:30 ~ 6:50                | 20분      |      |
| KBS 2TV   | 2008년 8월 4일 ~ 2008년 8월 6일     | 월요일 ~ 수요일 저녁 6:30 ~ 6:50                | 20분      |      |
| KBS 2TV   | 2008년 8월 25일 ~ 2008년 11월 6일   | 월요일 ~ 목요일 저녁 6:30 ~ 6:50                | 20분      |      |
| KBS 2TV   | 2008년 11월 10일 ~ 2008년 11월 12일 | 월요일 ~ 수요일 저녁 6:30 ~ 6:50                | 20분      |      |
| KBS 2TV   | 1999년 5월 3일 ~ 2000년 4월 29일    | 월요일 ~ 토요일 저녁 6:00 ~ 6:30                | 30분      |      |
| KBS 2TV   | 2013년 10월 21일 ~ 2014년 12월 26일 | 평일 저녁 6:00 ~ 6:30                           | 30분      |      |
| KBS 2TV   | 2014년 12월 29일 ~ 2016년 4월 21일  | 월요일 ~ 목요일 저녁 6:00 ~ 6:30                | 30분      |      |
| KBS 2TV   | 2016년 4월 25일 ~ 2017년 5월 25일   | 월요일 ~ 목요일 저녁 8:30 ~ 8:55                | 25분      |      |
| KBS 2TV   | 2018년 9월 17일 ~ 2020년 4월 2일    | 월요일 ~ 목요일 저녁 8:30 ~ 8:55                | 25분      |      |
| KBS 2TV   | 2017년 5월 29일 ~ 2018년 9월 14일   | 평일 저녁 8:30 ~ 8:55                           | 25분      |      |
| KBS 2TV   | 2020년 4월 6일 ~ 2020년 6월 25일    | 월요일 저녁 8:30 ~ 8:50                         | 20분      |      |
| KBS 2TV   | 2020년 4월 6일 ~ 2020년 6월 25일    | 화요일 ~ 목요일 저녁 8:30 ~ 8:55                | 25분      |      |

## 앵커

### 메인
| 대수 | 진행자             | 진행 기간                          | 비고  |
| ---- | ------------------ | ---------------------------------- | ----- |
| 1대  | 이광출 기자        | 1994년 2월 21일 ~ 1994년 9월 15일  |       |
| 2대  | 백승주 아나운서    | 2008년 3월 31일 ~ 2008년 11월 12일 |       |
| 3대  | 박에스더 기자      | 2013년 4월 8일 ~ 2014년 4월 11일   |       |
| 4대  | 하송연 기자        | 2014년 4월 14일 ~ 2015년 9월 17일  |       |
| 5대  | 이각경 아나운서    | 2015년 9월 21일 ~ 2016년 4월 21일  | [ 2 ] |
| 6대  | 윤수영 아나운서    | 2016년 4월 25일 ~ 2016년 12월 28일 | [ 4 ] |
| 7대  | 김진희 아나운서    | 2017년 1월 2일 ~ 2018년 3월 23일   | [ 6 ] |
| 8대  | 윤지영 아나운서    | 2018년 3월 26일 ~ 2018년 9월 14일  |       |
| 9대  | 김지원 前 아나운서 | 2018년 9월 17일 ~ 2020년 1월 9일   | [ 7 ] |
| 10대 | 이각경 아나운서    | 2020년 1월 13일 ~ 2020년 6월 25일  | [ 9 ] |

### 서브
| 대수 | 진행자          | 진행 기간                         | 비고   |
| ---- | --------------- | --------------------------------- | ------ |
| 1대  | 장수연 아나운서 | 2013년 4월 8일 ~ 2013년 10월 17일 |        |
| 2대  | 김승휘 아나운서 | 2013년 10월 21일 ~ 2015년 1월 8일 |        |
| 3대  | 김희수 아나운서 | 2015년 1월 12일 ~ 2016년 4월 21일 |        |
| 4대  | 박태원 아나운서 | 2016년 4월 25일 ~ 2020년 6월 25일 | [ 12 ] |

## 코너

### 종영 코너
| 코너명          | 진행자                   |
| --------------- | ------------------------ |
| 글로벌 주요뉴스 | 이각경 아나운서          |
| 글로벌 현장     |                          |
| 글로벌 인사이드 | 최규연 프리랜서 아나운서 |
| 글로벌 카드뉴스 |                          |
| 글로벌 플러스   | 박태원 아나운서          |
| 클로징          | 이각경 아나운서          |

#### 글로벌 주요뉴스
주요 국제 뉴스 코너. 세계 곳곳에 위치해 주요 소식을 전한다.

#### 글로벌 현장
2면 뉴스 코너. '뉴스 너머의 뉴스', 세계 뉴스 2면을 전한다.

#### 글로벌 인사이드
글로벌 리포트 코너. 국제의 현장을 전한다.

#### 글로벌 카드뉴스
심층 국제뉴스 코너. 이슈가 되는 국제 소식에 대해 대면한다.

#### 글로벌 플러스
국제 한 컷 사진 코너. 국제의 이미지들을 한 컷씩 보여준다.

## 타이틀 변천사
| 기수 | 프로그램 타이틀 | 방송 기간                          |
| ---- | --------------- | ---------------------------------- |
| 1기  | KBS 뉴스월드    | 1994년 2월 21일 ~ 1994년 9월 15일  |
| 2기  | KBS 월드뉴스    | 1999년 5월 3일 ~ 2000년 4월 29일   |
| 3기  | KBS 월드뉴스    | 2008년 3월 31일 ~ 2008년 11월 12일 |
| 4기  | KBS 글로벌 24   | 2013년 4월 8일 ~ 2020년 6월 25일   |

## 같이 보기
- KBS 월드뉴스
- KBS 월드 24